# Meervoud (taal)
In de meeste talen is het meervoud een belangrijke exponent van de grammaticale categorie getal. Aan de vorm van een woord in het meervoud valt te zien dat het om meer dan één exemplaar van het bedoelde gaat.
In het Nederlands is sprake van enkelvoud en van meervoud; het laatste is met name te onderkennen bij werkwoorden, zelfstandig naamwoorden en voornaamwoorden.
Andere talen kunnen de categorie getal anders realiseren. In sommige talen bestaat het meervoud niet. Andere talen onderscheiden aparte paradigmatische woordvormen voor enkelvoud, tweevoud (dualis) en meervoud, en soms ook nog voor drievoud, viervoud enz.